# دوري هونغ كونغ لكرة القدم 1979–80
دوري هونغ كونغ لكرة القدم 1979–80 هو الموسم 35 من دوري هونغ كونغ لكرة القدم ‏. كان عدد الأندية المشاركة فيه 12، وفاز فيه نادي سيكو ‏.